# Llanddulas
Llanddulas är en by i Conwy i Wales. Byn är belägen 203,7 km 
från Cardiff. Orten har 1 367 invånare (2016).